# 华西悬钩子
华西悬钩子（学名：Rubus stimulans）是蔷薇科悬钩子属的植物，是中国的特有植物。分布在中国大陆的云南、西藏等地，生长于海拔2,000米至4,100米的地区，一般生长在山地针叶林下及灌丛中，目前尚未由人工引种栽培。